# Michael Mörz
Michael Mörz (ur. 2 kwietnia 1980 w Eisenstadt) – austriacki piłkarz występujący na pozycji pomocnika. Zawodnik klubu SV Mattersburg.

## Kariera klubowa
Mörz treningi rozpoczął w 1987 roku w klubie SV Mattersburg. W 1991 roku przeszedł do juniorów Rapidu Wiedeń. W 1997 roku wrócił do Mattersburga. W 2001 roku został włączony do jego pierwszej drużyny grającej w Erste Lidze. Zadebiutował w niej 10 lipca 2001 roku w zremisowanym 2:2 meczu z SV Braunau. 30 października 2001 roku w zremisowanym 2:2 spotkaniu z DSV Leoben zdobył pierwszą bramkę w Erste Lidze. W 2003 roku awansował z zespołem do Bundesligi. W tych rozgrywkach zadebiutował 23 lipca 2003 roku w zremisowanym 1:1 pojedynku z Admirą Wacker Mödling. 16 sierpnia 2003 roku w wygranym 3:2 spotkaniu z SC Bregenz strzelił pierwszego gola w Bundeslidze. W 2007 roku zajął z klubem 3. miejsce w Bundeslidze.

## Kariera reprezentacyjna
W reprezentacji Austrii Mörz zadebiutował 7 września 2005 roku w zremisowanym 0:0 meczu eliminacji Mistrzostw Świata 2006 z Azerbejdżanem. Od 2007 roku znajduje się poza kadrą narodową.